# Andrés López (músico)
Andrés López (fl. 1500-1566) fue un organista, compositor y maestro de capilla español.

## Vida
Es muy poco lo que se sabe de este maestro y lo que se sabe es fragmentario. Siendo «Andrés López» un nombre tan común, ni siquiera se sabe si las fuentes tratan del mismo organista y compositor o de personas distintas. Por ejemplo, hay un Andrés López que en 1599 fue nombrado «maestro de capilla del claustro» de la Catedral de Sevilla. No se trata de este «Andrés López», ya que el sevillano ingresaba como infante del coro en la Catedral de Sevilla hacia 1570.
Las primeras noticias de un Andrés López que podrían corresponderse con este son de 1500, cuando se encontraba como organista del marqués de Villena, Diego López Pacheco y Portocarrero. Provienen de las actas capitulares de la Catedral de Toledo: en ese año había fallecido el organista de la catedral, Diego Sánchez de Zamora, y se realizaron unas oposiciones para cubrir la vacante. El 31 de agosto de ese año se nombraba como titular organista a Andrés López con un salario de 20 000 maravedís. Allí coincidiría con el maestro Andrés de Torrentes.

Nombramietno de organista de la catedral de Toledo a favor de Andrés López con la ración vacante por la muerte de Diego Sánchez de Zamora, organista.
Alcalá, 26 de agosto de 1500
Manuscrito 14.039

Se desconoce si el músico anterior es el mismo «Andrés López» que aparece en 1544 como organista de la Catedral de Cuenca. En la documentación aparece una solicitud de aumento de su salario, indicando que si no se le concede, se verá obligado a regresar a su tierra. Desgraciadamente no se llega a mencionar cual era su origen. Las siguientes noticias que se tienen de él son de enero de 1546, cuando fue despedido el maestro de capilla, Antonio Ortiz. López solicitó el cargo, a lo que accedió el cabildo, y se nombró para ocupar la organistía vacante a su hijo, Cristóbal López. Entre padre e hijo, en 1547 cobraban 57 000 maravedís y 24 fanegas de trigo y en 1548 ya eran 60 000 maravedís.
A mediados de 1549 cayó gravemente enfermo y fue sustituido en su cargo por los hermanos Alfonso, contralto, y Juan Olivares, tenor. El primero se encargaba de la composición y el segundo del magisterio. En 1550 ya se encontraba recuperado por completo y retomó sus responsabilidades, fundando la primera escuela de canto para los infantes del coro de Cuenca.
El musicólogo Fernando J. Cabañas Alamán dice que los libros de fábrica de la Catedral de Cuenca dan a entender que López falleció en torno a 1557, aunque no hay demostración documental. Sin embargo, hay noticias de un Andrés López que fue nombrado para el magisterio de la Colegiata de Valladolid el 17 de octubre de 1558, por lo que es posible que el maestro cambiase a una nueva catedral con el mismo cargo, aunque no se puede asegurar que sea el mismo compositor. En 1560 ya había en Valladolid un nuevo maestro, Antonio de Millán Ribera, por lo que López había dejado de ejercer el cargo.
Existe la mención de un Andrés López en la Catedral de Segovia. En 1563 dimitió el maestro de capilla Bartolomé Olaso por su poca salud y Andrés López fue nombrado a finales de ese año para cubrir la vacante. Sin embargo, el cabildo no quedó satisfecho con López, que fue despedido en octubre de 1566, y, posiblemente por haber quedado en buena memoria, se solicitó a Olaso regresar a su anterior cargo. Olaso aceptó en ese mismo año de 1566 con un salario de 50 000 maravedís y 40 fanegas de trigo.

## Obra
No se conservan obras de López en la Catedral de Cuenca, a pesar de que hay noticias de que compuso numerosas piezas.